# Zhang Guozheng
Zhang Guozheng (n. 14 septembrie 1974, Nanping⁠(d), Republica Populară Chineză) este un halterofil chinez, medaliat olimpic. A participat la o ediție a Jocurilor Olimpice (2004) în care a câștigat o medalie de aur.